# Machaerota luzonensis
Machaerota luzonensis is een halfvleugelig insect uit de familie Machaerotidae. De wetenschappelijke naam van deze soort is voor het eerst geldig gepubliceerd in 1907 door Schmidt.